# Raque Ogando
Raque Ogando (Vigo, 6 de junio de 1992) es una activista feminista, periodista e influencer española. Alcanzó notoriedad durante el Caso Errejón por sus debates en radio y televisión con la también periodista feminista Cristina Fallarás, destacando con su crítica a los juicios paralelos en redes sociales y medios de comunicación y a la instrumentalización política de las acusaciones de violencia sexual. Destapó el Caso Monedero. Fue miembro de la asociación Mensa España, la cual abandonó en 2021 tras iniciar una protesta de socias que denunciaban machismo interno y permisividad por parte de los órganos directivos.

## Trayectoria y pensamiento
Se identifica como camarera y autodidacta, aunque se graduó como Técnico de Sonido y cursó estudios en Desarrollo Software. En una entrevista para MeRA25 explicó que debido a su formación tecnológica y sus años de trabajo como camarera en bares de música metal su socialización había sido «algo masculina», lo que considera relevante para su pensamiento feminista.
Comenzó a crear contenido sobre feminismo en Instagram tras su salida de Mensa, en 2021. Entre 2021 y 2022 colaboró con la politóloga Priscila Retamozo Ramos en su podcast feminista Histérikas Histórikas. Fue militante de Podemos hasta 2023.
Ha participado y participa en ponencias y debates para distintos partidos y organizaciones políticas, como Podemos, DiEM25, Juventud Verde (Verdes Equo) o Reformismo21, además de en directos de youtubers y streamers de contenido político, siendo popular su debate con Un Tío Blanco Hetero.
Sobresale por tener con frecuencia opiniones discrepantes con la tendencia feminista popular. Un ejemplo es el artículo El estereotipo de “la gorda graciosa”: por qué el caso de Lalachus podría ser una trampa publicado en el periódico femenino Artículo 14, donde se recogen algunas de sus objeciones a la idea de que la selección de Lalachus para presentar las campanadas de Nochevieja de 2024 desafía el canon de belleza y representa un avance feminista por tratarse de una cómica gorda.
Trabajó para la revista feminista Pikara Magazine entre 2022 y 2024 escribiendo artículos ensayísticos sobre diversos temas, como feminismo, clasismo, relaciones amorosas y sexuales, sociomusicología y análisis cultural. Su relación laboral con Pikara Magazine terminó por desacuerdos políticos al estallar el Caso Errejón.
A raíz del Caso Errejón se enfrenta a la periodista Cristina Fallarás en un primer debate en el programa El Matí de Catalunya Ràdio, donde la acusa de formar parte de una operación política de Podemos, de eludir la deontología periodística y de utilizar a las víctimas de violencia sexual como forma de chantaje emocional para evitar recibir críticas. Los raperos Ayax y Prok, también afectados por denuncias anónimas de violencia sexual publicadas en la cuenta de Instagram de Cristina Fallarás, viralizaron en redes sociales un vídeo del programa.
Su madre es cajera de hipermercado y Ogando ha declarado haber sido víctima de maltrato infantil por parte de su padre biológico. En una entrevista en 2024 en el canal de Youtube del filósofo Carlos Fernández Liria con motivo del polémico artículo Linchamiento publicado en El País, que Ogando firmó con Santiago Alba Rico e Itziar Ziga (entre otros), dijo que desde Podemos y sus medios afines se estaba «exacerbando la desconfianza de las mujeres en el sistema judicial y desmotivando la denuncia en la policía de las víctimas», y relacionó su experiencia de maltrato infantil con su oposición a las denuncias anónimas en redes sociales: «Cuando ves esa indefensión aprendida en tu madre tantos años, y ves que no denuncia, y ves que no se divorcia, una parte de ti se niega a comprar esa idea de que las víctimas no tienen ninguna capacidad de agencia jamás [...] Por eso también siento tanta confrontación con ese feminismo que está tan anclado en los relatos de violaciones».

Su postura se ubica en el feminismo de clase, caracterizándose por su crítica al interclasismo en el feminismo, lo que considera que impide a las mujeres de clase trabajadora cuestionar a mujeres con poder y sentir fraternidad hacia hombres de su misma clase. En el artículo Raque Ogando, la reconciliadora escrito por Juan Soto Ivars y publicado en distintos periódicos del grupo editorial Prensa Ibérica se compara su línea ideológica con autoras como Jessa Crispin y Margaret Atwood. En un debate anterior en el programa de TVE 59 segundos sobre el Caso Errejón la propia Ogando recordaba el artículo ¿Soy una Mala Feminista? escrito por Margaret Atwood en 2018 y se suscribía a su defensa del principio de presunción de inocencia en casos de hombres acusados de violencia sexual, apuntando también a la importancia del periodismo independiente y del derecho a la información veraz. El escritor y sociólogo Joxean Agirre también le dedicó un artículo, titulado Raque Ogandori esker (en español, Gracias a Raque Ogando), publicado en un suplemento del periódico vasco Gara, en el que dio su opinión sobre el Caso Errejón y dijo:
Uno de los pocos descubrimientos agradables que he tenido en esta larga y confusa historia ha sido el discurso de la feminista gallega Raque Ogando [...] El diagnóstico de Ogando sobre el estado actual del feminismo me resultó esclarecedor, y además dice cosas muy interesantes sobre el uso que Podemos hace del feminismo [...] Me ha sorprendido ver por qué a algunos discursos se les da tanta relevancia en los medios, mientras otros quedan al margen, pese a que estos últimos tienen mayor peso argumental y estructural.
En diciembre de 2024 fundó el proyecto colectivo Feministas por la Justicia. Poco después el periódico El Salto da a conocer la formación de un colectivo opuesto, Feministes per l’autodefensa, que publicó un artículo en el mismo periódico en el que la clasificaba como antipunitivista y transinclusiva, aproximándola a autoras como Clara Serra, Nuria Alabao y Laura Macaya aunque reconociendo importantes diferencias entre ellas.

### Caso Monedero
En febrero de 2025 destapa el Caso Monedero filtrando al diario ABC un audio del periodista Sergio Gregori, cofundador de Canal Red, el canal de televisión del exvicepresidente español Pablo Iglesias. Filtra también un chat de WhatsApp con la youtuber feminista Ayme Román, pareja de Gregori y excolaboradora de Canal Red que había acusado veladamente en redes sociales a Juan Carlos Monedero de acosarla sexualmente.
Tras destapar el caso escribió y publicó en redes sociales una carta dirigida a Juan Carlos Monedero y a los medios de comunicación exponiendo sus razones y expresando su «sincero remordimiento (que no arrepentimiento)».
Advirtió que antes de pasarle los archivos a Javier Chicote, de ABC, se los pasó a medios de izquierdas pero estos se negaron a publicar la noticia, decisión que Ogando atribuyó a la influencia mediática de Podemos y a otros intereses políticos. La exeurodiputada de Podemos Lola Sánchez Caldentey también afirmó: «Los medios de izquierdas no quieren conocer mi relato porque así pueden decir que es una maniobra de la derecha». En el programa sobre el Caso Monedero del podcast Carne Cruda el periodista Javier Gallego admitió que habían recibido la información pero que rechazaron hacerla pública, argumentando que el audio se había filtrado sin el consentimiento de Sergio Gregori y que sacarlo a la luz supondría la exposición mediática involuntaria de Ayme Román, presunta víctima de acoso sexual de Monedero.
En el programa de Cuatro Horizonte sobre el Caso Monedero declaró que la situación le suscitaba «un debate ético interno» y que la veía «como el dilema del tranvía», ya que considera que Podemos estaba llevando a cabo «maniobras antidemocráticas y prácticas inquisitoriales linchando indiscriminadamente a hombres en redes sociales desde la cuenta de Instagram de una periodista vinculada al partido». Dijo haber destapado el caso «para arrebatarle la incuestionabilidad [feminista] a Podemos». Se despidió del programa diciendo: «Feminismos hay muchos, son plurales. Podemos, afortunadamente, no representa al feminismo, o por lo menos no al feminismo que muchas defendemos, que no considera que todo sea violencia sexual ni que valgan acusaciones anónimas sin pruebas en redes sociales [...] Yo creo que ante todo las mujeres, igual que los hombres, somos diversas, somos heterogéneas. No todas las mujeres somos seres de luz, por supuesto: hay mujeres capaces de mentir, hay mujeres capaces de denunciar falsamente. Aunque las denuncias falsas no sean un porcentaje mayoritario por supuesto que existen, como existen en todos los delitos, y eso exige que todas las denuncias se investiguen. Vale más dejar libres a diez culpables que condenar a un inocente».